# San Luis, Antioquia
San Luis är en ort i Colombia.   Den ligger i departementet Antioquía, i den centrala delen av landet, 190 km nordväst om huvudstaden Bogotá. San Luis ligger 1 070 meter över havet och antalet invånare är 6 448.
Terrängen runt San Luis är kuperad österut, men västerut är den bergig. Runt San Luis är det ganska glesbefolkat, med 30 invånare per kvadratkilometer. Närmaste större samhälle är San Carlos, 16,2 km norr om San Luis. I omgivningarna runt San Luis växer i huvudsak städsegrön lövskog.